# Station Sutton (Londen)
Sutton (Londen) is een spoorwegstation van National Rail in Sutton in Engeland. Het station is eigendom van Network Rail en wordt beheerd door Southern. 